# أتاساديرو (كاليفورنيا)
أتاساديرو (بالإنجليزية: Atascadero)‏ هي إحدى مدن مقاطعة سان لويس أوبيسبو، كاليفورنيا. تم إعطاءها لقب مدينة في 2 يوليو، 1979.

## الجغرافيا
وفقاً لمكتب تعداد الولايات المتحدة، تبلغ المساحة الإجمالية للمدينة حوالي 26.1 ميل2 (68 كـم2)، منها، 25.6 ميل2 (66 كـم2) يابسة و0.5 ميل2 (1.3 كـم2) or 1.87 بالمائة من المساحة عبارة عن مسطحات مائية. وعليه تعتبر مدينة أتاساديرو أكبر المدن مساحةً في مقاطعة سان لويس أوبيسبو (كاليفورنيا).

### الطقس
طقس أتاساديرو شبه قاحل حسبت (تصنيف كوبن للمناخ BSh).
| البيانات المناخية لـ{{{location}}} | البيانات المناخية لـ{{{location}}} | البيانات المناخية لـ{{{location}}} | البيانات المناخية لـ{{{location}}} | البيانات المناخية لـ{{{location}}} | البيانات المناخية لـ{{{location}}} | البيانات المناخية لـ{{{location}}} | البيانات المناخية لـ{{{location}}} | البيانات المناخية لـ{{{location}}} | البيانات المناخية لـ{{{location}}} | البيانات المناخية لـ{{{location}}} | البيانات المناخية لـ{{{location}}} | البيانات المناخية لـ{{{location}}} | البيانات المناخية لـ{{{location}}} |
| الشهر                              | يناير                              | فبراير                             | مارس                               | أبريل                              | مايو                               | يونيو                              | يوليو                              | أغسطس                              | سبتمبر                             | أكتوبر                             | نوفمبر                             | ديسمبر                             | المعدل السنوي                      |
| ---------------------------------- | ---------------------------------- | ---------------------------------- | ---------------------------------- | ---------------------------------- | ---------------------------------- | ---------------------------------- | ---------------------------------- | ---------------------------------- | ---------------------------------- | ---------------------------------- | ---------------------------------- | ---------------------------------- | ---------------------------------- |
| متوسط درجة الحرارة الكبرى °ف (°م)  | 61 (16)                            | 65 (18)                            | 67 (19)                            | 73 (23)                            | 80 (27)                            | 87 (31)                            | 91 (33)                            | 92 (33)                            | 88 (31)                            | 81 (27)                            | 68 (20)                            | 62 (17)                            | 76 (25)                            |
| متوسط درجة الحرارة الصغرى °ف (°م)  | 33 (1)                             | 37 (3)                             | 39 (4)                             | 40 (4)                             | 45 (7)                             | 49 (9)                             | 52 (11)                            | 52 (11)                            | 48 (9)                             | 42 (6)                             | 39 (4)                             | 31 (−1)                            | 42 (6)                             |
| الهطول إنش (مم)                    | 3.23 (82)                          | 3.29 (84)                          | 2.88 (73)                          | 0.80 (20)                          | 0.24 (6.1)                         | 0.03 (0.76)                        | 0.02 (0.51)                        | 0.06 (1.5)                         | 0.34 (8.6)                         | 0.59 (15)                          | 1.29 (33)                          | 1.94 (49)                          | 14.71 (374)                        |
| المصدر:                            |                                    |                                    |                                    |                                    |                                    |                                    |                                    |                                    |                                    |                                    |                                    |                                    |                                    |

## أعلام
- بوب إنجل
- ميخائيل ستيوارت
- غريغ غاريت
- بريندا هولواي
- تشلسي جونسون
- بيتر رابي
- لايل بيتجر
- روبرت كارسون